# Plesná (Ostrawa)
Plesná – jeden z 23 obwodów miejskich miasta statutarnego Ostrawy, stolicy kraju morawsko-śląskiego, we wschodnich Czechach. Złożona jest z dwóch z łącznej liczby 39 gmin katastralnych w jego granicach o nazwach Stará Plesná i Nová Plesná i powierzchniach kolejno 426,802 i 56,9326 ha. Populacja w 2001 wynosiła 1098 osób, zaś w 2012 odnotowano 423 adresy. 
Plesná położona jest w północno-zachodniej części miasta na Śląsku Opawskim w dolinie Plesenskégo potoku. Pierwsza pisemna wzmianka o Plesnej pochodzi z 1255. W 1789 obok (Starej) Plesnej została założona Nová Plesná. W 1850 doszło do ich połączenia. Do Ostrawy została przyłączona 24 kwietnia 1976 stanowiąc odtąd część obwodu Poruby. Od 1 stycznia 1994 stanowi samodzielny obwód miejski miasta statutarnego Ostrawa.

## Demografia[3]
| Rok             | 1869 | 1880 | 1890 | 1900 | 1910 | 1921 | 1930 | 1950 | 1961 | 1970 | 1980 | 1991 | 2001 |
| --------------- | ---- | ---- | ---- | ---- | ---- | ---- | ---- | ---- | ---- | ---- | ---- | ---- | ---- |
| Liczba ludności | 629  | 729  | 728  | 911  | 996  | 919  | 997  | 813  | 992  | 979  | 996  | 1001 | 1098 |